# Schatzfund von Aliseda

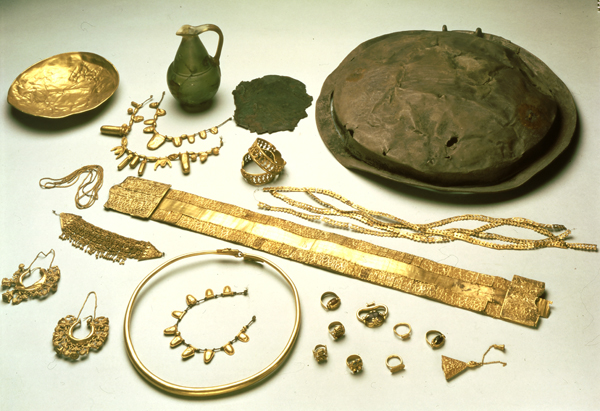
Schatzfund von Aliseda

Der Schatzfund von Aliseda (spanisch: Tesoro de Aliseda) ist ein aus mehreren großen und über 300 kleinen Teilen bestehender Hortfund aus dem Ort Aliseda in der westspanischen Region Extremadura.

## Fundgeschichte
Teile des aus Gold, Silber, Bronze, Eisen und Glas bestehenden Schatzes wurden am 29. Februar des Jahres 1920 in den Außenbezirken von Aliseda von zwei Brüdern entdeckt, die sie heimlich weiterverkaufen wollten. Die Behörden bekamen jedoch schnell Wind von der Angelegenheit und unternahmen eine weitere Grabung, die weitere Stücke ans Tageslicht brachte. Der Schatz wird in seiner Gesamtheit seit den 1920er Jahren im Museo Arqueológico Nacional de España in Madrid aufbewahrt und gezeigt. In Aliseda selbst befinden sich Kopien einzelner Stücke.

## Datierung und Einordnung
Der überwiegend aus feingearbeitetem Goldschmuck bestehende Schatz wird in die beginnende Eisenzeit (700 bis 250 v. Chr.) datiert; dafür waren hauptsächlich einige Eisenreste von Bedeutung, welche in die späte phönizische oder karthagische Zeit einzuordnen sind. Eine kleine Glasvase mit eingeritzten Hieroglyphen stammt aus Ägypten und galt als Luxusgut. Man nimmt an, dass die Phönizier sowohl den Goldschmuck als auch die anderen Stücke nicht selbst hergestellt haben, sondern dass sie in Tartessos (evtl. auch im östlichen Mittelmeerraum) fabriziert und von dort weiterverhandelt wurden.

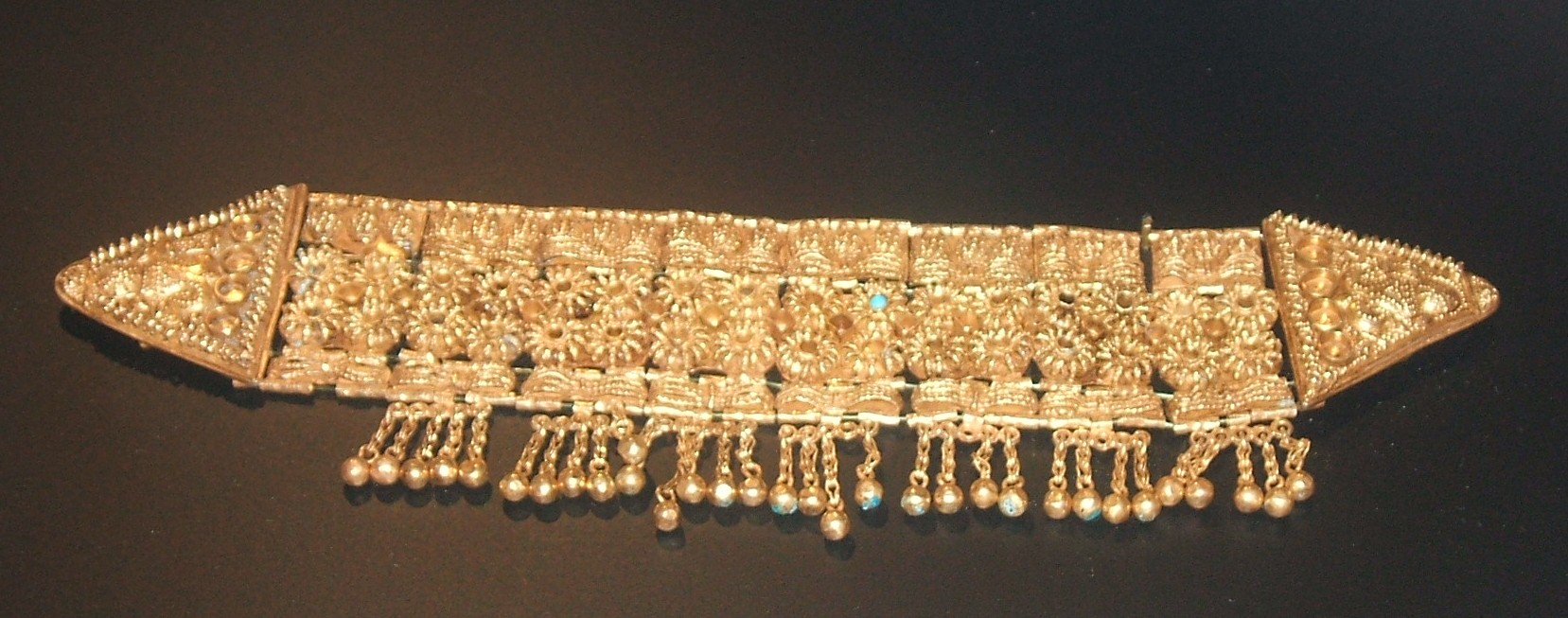
Diadem mit Pendilien
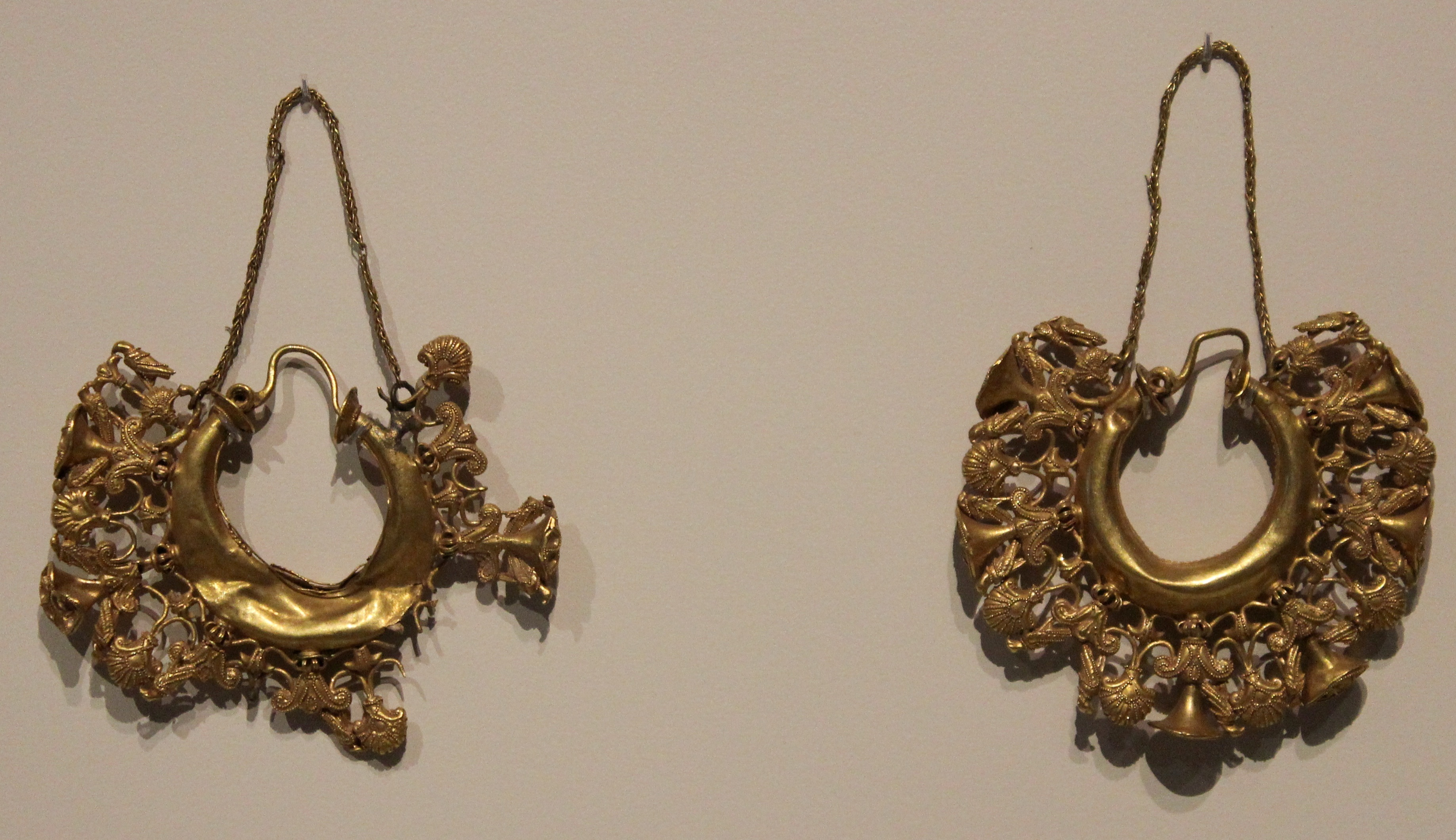
Ohrschmuck
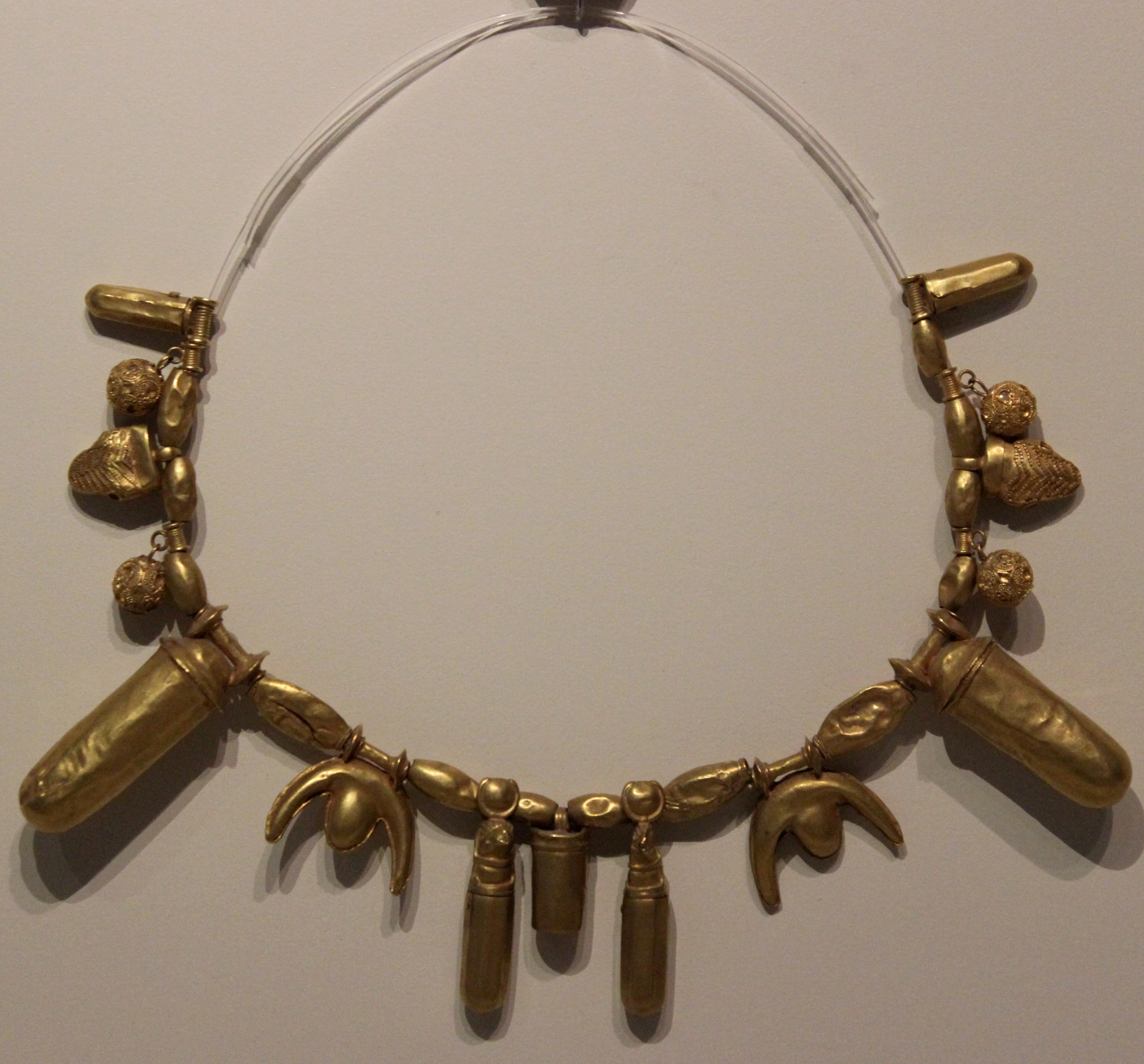
Collier
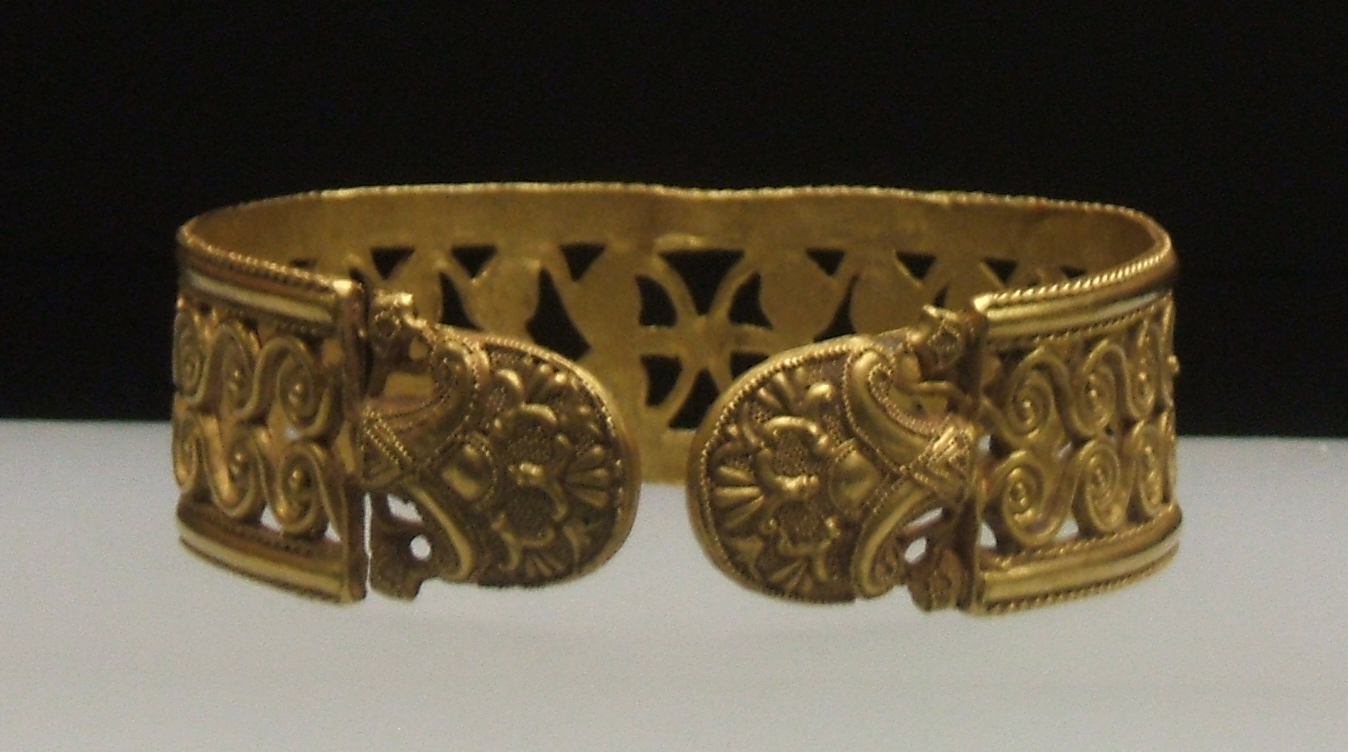
Armreif
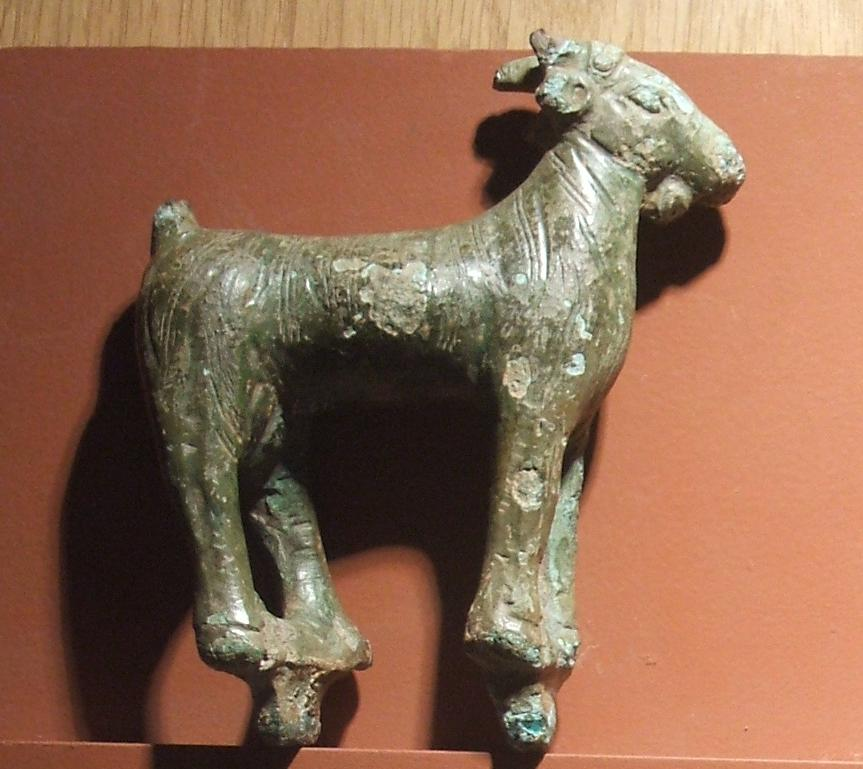
Ziege als Votiv an Adegina
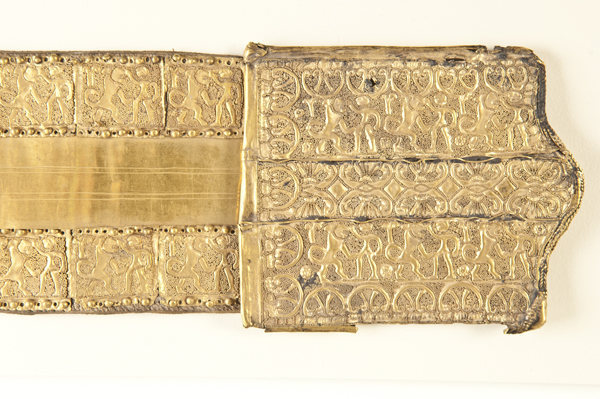
Gürtelschließe mit Kampfmotiven
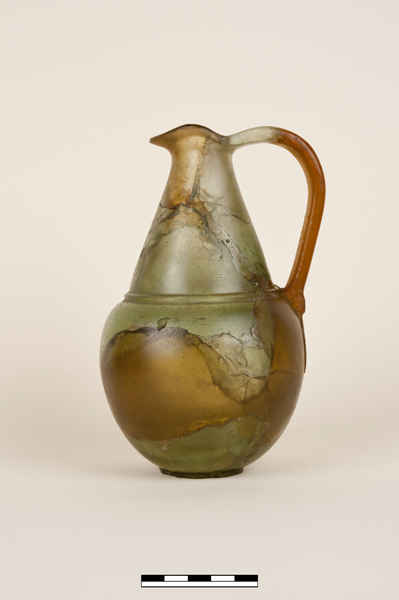
Glaskrug aus Ägypten